# Ras al-Amiyah
Ras al-Amiyah (Ras el-Amya) és un jaciment arqueològic de l'Iraq del Neolític situat a 8 km de Kish.
Fou excavat per Stronach el 1961 i s'hi van trobar ceràmiques del tipus anomenat d'Hajji Mohammed. El lloc fou descobert accidentalment, ja que estava cobert per dos o tres metres de material al·luvial.